# 5416 Estremadoyro
5416 Estremadoyro eller 1978 VE5 är en asteroid i huvudbältet som upptäcktes den 7 november 1978 av de båda amerikanska astronomerna Eleanor F. Helin och Schelte J. Bus vid Palomarobservatoriet. Den är uppkallad efter Víctor Antolí Estremadoyro Robles.
Asteroiden har en diameter på ungefär 17 kilometer och den tillhör asteroidgruppen Dora.